# カボット (空母)
カボット (USS Cabot, CV/CVL-28) は、アメリカ海軍が第二次世界大戦で運用した航空母艦。インディペンデンス級軽空母に分類され、同級の7番艦。艦名は15世紀の航海家ジョン・カボットに因み、1775年に創設された大陸海軍の一艦「カボット」から受け継いだ二代目である。冷戦期、スペインに貸与されて軽空母「デダロ」となった。

## 艦歴
「カボット」はニュージャージー州カムデンのニューヨーク造船所で大型軽巡洋艦「ウィルミントン (USS Wilmington, CL-79) 」として起工された。1942年6月2日にCV-28に艦種変更され、6月23日に「カボット」へ艦名変更される。「カボット」の艦名はもともと、同時期にベスレヘム・スチールで建造されていたエセックス級航空母艦の一艦に付けられていたが、その艦は珊瑚海海戦で沈没した「レキシントン (USS Lexington, CV-2) 」の名を継承して、「レキシントン (USS Lexington, CV-16) 」と改名され、進水した。
改造空母「カボット」は、1943年4月4日、A. C. リード夫人によって命名・進水し、1943年7月15日に CVL-28 へ再変更。1943年7月24日にマルコム・フランシス・シューフェル艦長の指揮下で就役した。「カボット」はロードアイランド州クォンセット・ポイントを1943年11月8日に出港。真珠湾に向かい12月2日に到着する。

### 1944年

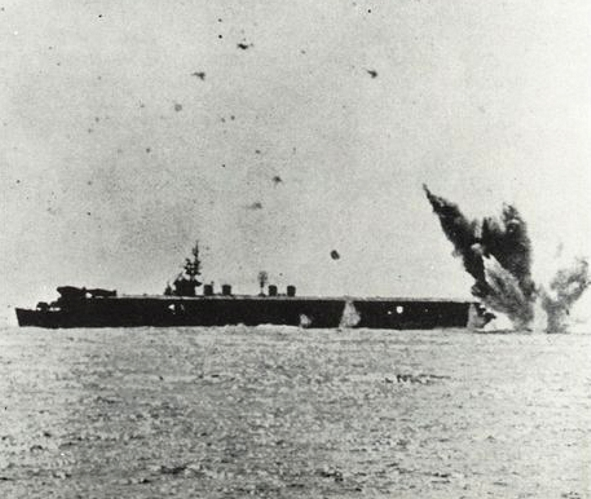
航空攻撃を受ける「カボット」

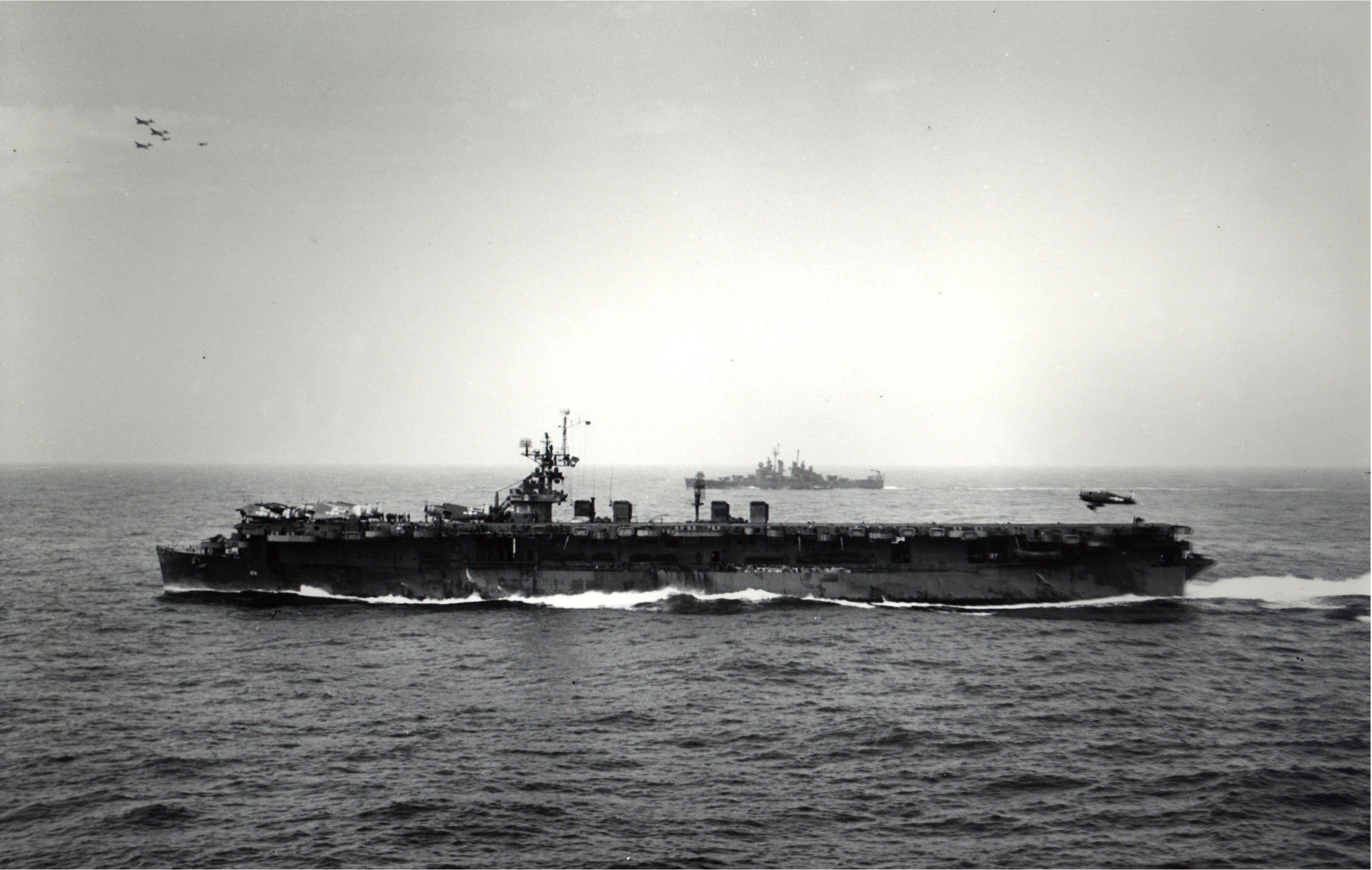
艦載機(F6F)が着艦中

1944年1月15日、「カボット」はマジュロ攻撃のため第58任務部隊（マーク・ミッチャー少将）に加わった。2月4日から3月4日までロイ＝ナムル島 、トラック島への艦載機による攻撃でマーシャル諸島攻略の支援を行った。2月17日のトラック島空襲では第58.2任務群（アルフレッド・A・モントゴメリー少将）に属し、トラック諸島の日本艦船撃滅の一翼を担った。
「カボット」は短期の修理で真珠湾へ戻ったが、その後マジュロを出撃し、3月末からパラオ、ヤップ島、ウルシー環礁、ウォレアイ環礁への攻撃を行う。ホーランディア攻撃の間4月22日から25日まで航空支援を行い、4日後にトラックへの再攻撃および、サタワン環礁とポナペに攻撃を行った。6月6日、マリアナ諸島攻略の前に再びマジュロを出撃し、19日、20日には「マリアナの七面鳥撃ち」（The Marianas Turkey Shoot）と揶揄されたマリアナ沖海戦に参加した。「カボット」の第31航空団は硫黄島、パガン島、ロタ島、グアム、ヤップおよびウルシーの日本軍基地への攻撃を8月9日まで継続した。
1944年9月のパラオ進攻前の攻撃で、「カボット」は第38任務部隊（ミッチャー中将）とともにミンダナオ島、ヴィサヤ諸島およびルソン島への攻撃を行う。10月6日に第29航空団は第31航空団と交代し、「カボット」はウルシー環礁から沖縄攻撃のため出港。10月10日に沖縄を空襲し、10月12日、13日には台湾を攻撃している。「カボット」は10月13日と14日に台湾沖で雷撃を受け大破した重巡「キャンベラ (USS Canberra, CA-70) 」および大型軽巡「ヒューストン (USS Houston, CL-81) 」の「第一不能部隊」（Cripple Division 1）に加わった。第3艦隊司令長官ウィリアム・ハルゼー大将は、傍受した日本側のラジオから大勝利を連呼する放送が流れているのを聞き、日本側が「アメリカ艦隊全滅」と信じきっていると感じた。そこで、日本に対して罠を仕掛けることにした。結果的には、瀬戸内海を出撃した第二遊撃部隊（指揮官志摩清英中将）はハルゼーの罠にかからず台湾方面に避退し、ハルゼーの罠は不発だった。いずれにせよ、ハルゼーは損傷した「キャンベラ」と「ヒューストン」の安全を確保した。その後ヴィサヤ諸島への攻撃を継続。10月23日から26日のレイテ沖海戦では第38.2任務群（ジェラルド・F・ボーガン少将）に属して参加した。
「カボット」は引き続き陸上への攻撃を誘導し、神風特別攻撃隊をかわしながらルソン島への偵察・支援任務を継続した。11月25日、軽空母「カボット」と正規空母2隻（イントレピッド、ハンコック）は特攻機に突入される。この日、マバラカットを11時30分に出撃した神風特攻隊吉野隊をはじめ、フィリピン各地から4隊の特別攻撃隊が出撃した。4隊は第38.2任務群に殺到し、一機の特攻機が「カボット」に激突。左舷の20ミリ機銃台座を破壊し、40ミリ機関砲が使用不能となった。多数の破片が四散し、乗組員62名が死傷した。しかしながら乗組員によるダメージコントロールは速やかに行われた。上空で警戒していた「カボット」の艦載機は、空母「ハンコック (USS Hancock, CV-19) 」に突入する4機の特攻機のうち2機を撃墜した。「カボット」は任務に支障がないことを確認し、応急修理の後作戦行動を継続したが、11月28日に本格的な修理のためウルシーに帰投する。
「カボット」は12月11日に任務に復帰し、第38任務部隊（ジョン・S・マケイン・シニア中将）の一艦としてルソン島、台湾、インドシナ、香港および南西諸島への攻撃を行った。グラティテュード作戦では、アーサー・W・ラドフォード少将が指揮する第38.1任務群に所属していた。

### 1945年
1945年2月10日から3月1日まで「カボット」の艦載機は、硫黄島上陸に対する日本軍の抵抗を抑えるためのジャンボリー作戦に従事した。本州及び小笠原諸島に対する攻撃を行った。引き続き、日本本土侵攻作戦の準備としての沖縄及び九州に対する継続的な攻撃へと移る。九州沖航空戦や呉軍港空襲を戦いぬく。沖縄戦では、4月7日には東シナ海にて沖縄水上特攻作戦に出撃した第一遊撃部隊（指揮官伊藤整一海軍中将）に対する航空攻撃に参加し、戦艦「大和」や第二水雷戦隊所属艦等の撃沈に貢献した（坊ノ岬沖海戦）。
前年から続く集中・継続的な作戦の後、「カボット」はオーバーホールのため6月にサンフランシスコに向かった。オーバーホールを終えて真珠湾での再訓練の後、「カボット」は第32航空団を乗艦させエニウェトク環礁に向かう途中、8月1日に戦艦「ペンシルベニア (USS Pennsylvania, BB-38) 」とともにウェーク島への攻撃を行った。その後、エニウェトクで終戦まで訓練任務に従事した。

### 戦後

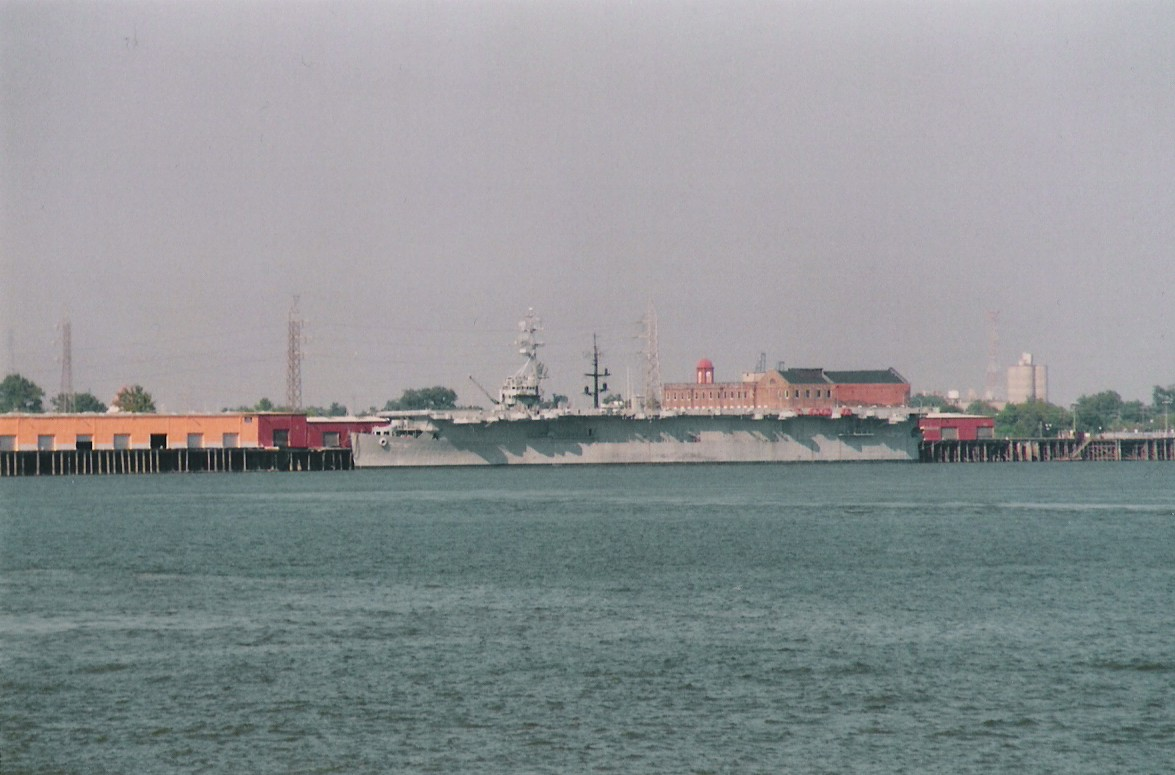
1995年、ニューオーリンズで係留中

「カボット」は8月21日に第38.3任務群に加わり、黄海水域で9月から10月に上陸部隊の支援を行った。グアムで復員兵を乗艦させると、11月9日にサンディエゴに到着、その後東海岸へ向かう。カボットは1947年2月11日に予備役となりフィラデルフィアで保管された。
同時期のアメリカ海軍はソビエト連邦との冷戦を見据えて海軍戦略を見直し、「カボット」も対潜空母として再就役した。
「1948年10月27日に再就役し、海軍航空予備役兵の訓練のために運用されることとなった。最初はフロリダ州ペンサコーラから、続いてクォンセット・ポイントから展開し、カリブ海へ巡航する。1952年1月9日から3月26日までヨーロッパ水域に展開。1955年1月21日に再び予備役となり、フィラデルフィア海軍基地で予備役艦隊入りした。1959年5月15日に航空機輸送艦（AVT-3）として艦種変更された。不活性化が行われて12年が経過した1967年、カボットはスペインに貸与され、空母「デダロ (Dédalo) 」として就役した。
1972年に貸与から売却に変更され、「デダロ」としての艦歴は1989年まで続いた。

## 保存運動の失敗と解体
1989年8月、スペイン海軍から除籍された「カボット」はアメリカに戻り、翌年6月29日にアメリカ合衆国国定歴史建造物に指定された。船体を博物館へ転換するため民間団体が無償で譲り受けたものの、この運動は成功せず、ニューオーリンズのドックに係留されたまま年月が経過した。民間団体が負債を支払えなくなったため、船体は競売にかけられることとなり、連邦保安官により1999年9月10日にテキサス州のブラウンズビルにあるサベ・マリーン・サルヴェージ社 (Sabe Marine Salvage) へと引き渡された。2000年11月よりブラウンズビルで船体の解体作業が開始され、翌年2001年8月7日には国定歴史建造物の指定も取り消された。
2002年に船体の廃棄が完了したものの、この時点で「カボット」の艦橋部分だけは残っていた。これは第二次世界大戦時に数百隻以上も存在した軽空母および護衛空母の最後の遺産でもあった。テキサス州リオ・ホンドにあるテキサス航空博物館が保存のため動き出したが、程なくして閉館となったためこの運動も頓挫し、ついに艦橋部分も取り壊されてしまった。
その後、ペンサコーラの国立海軍航空博物館が「カボット」の艦橋のレプリカを製作した。飛行甲板を模した展示スペースで艦載機とともに展示されており、大戦中の姿をしのぶことができる。

## 受章
「カボット」は第二次世界大戦の戦功で殊勲部隊章を与えられた9隻の空母のうちの一隻であり、9つの従軍星章を受章した。

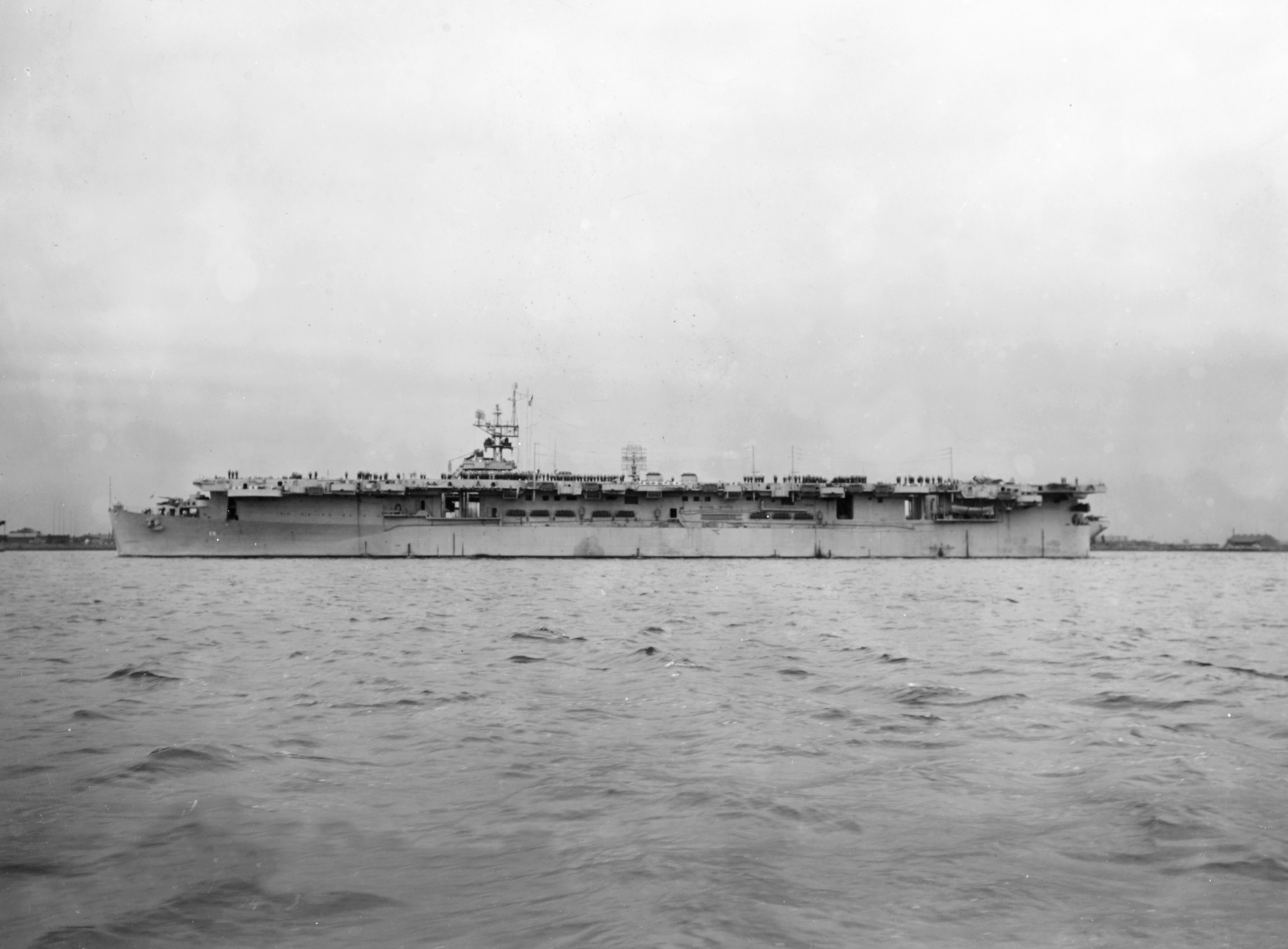
1943年8月撮影
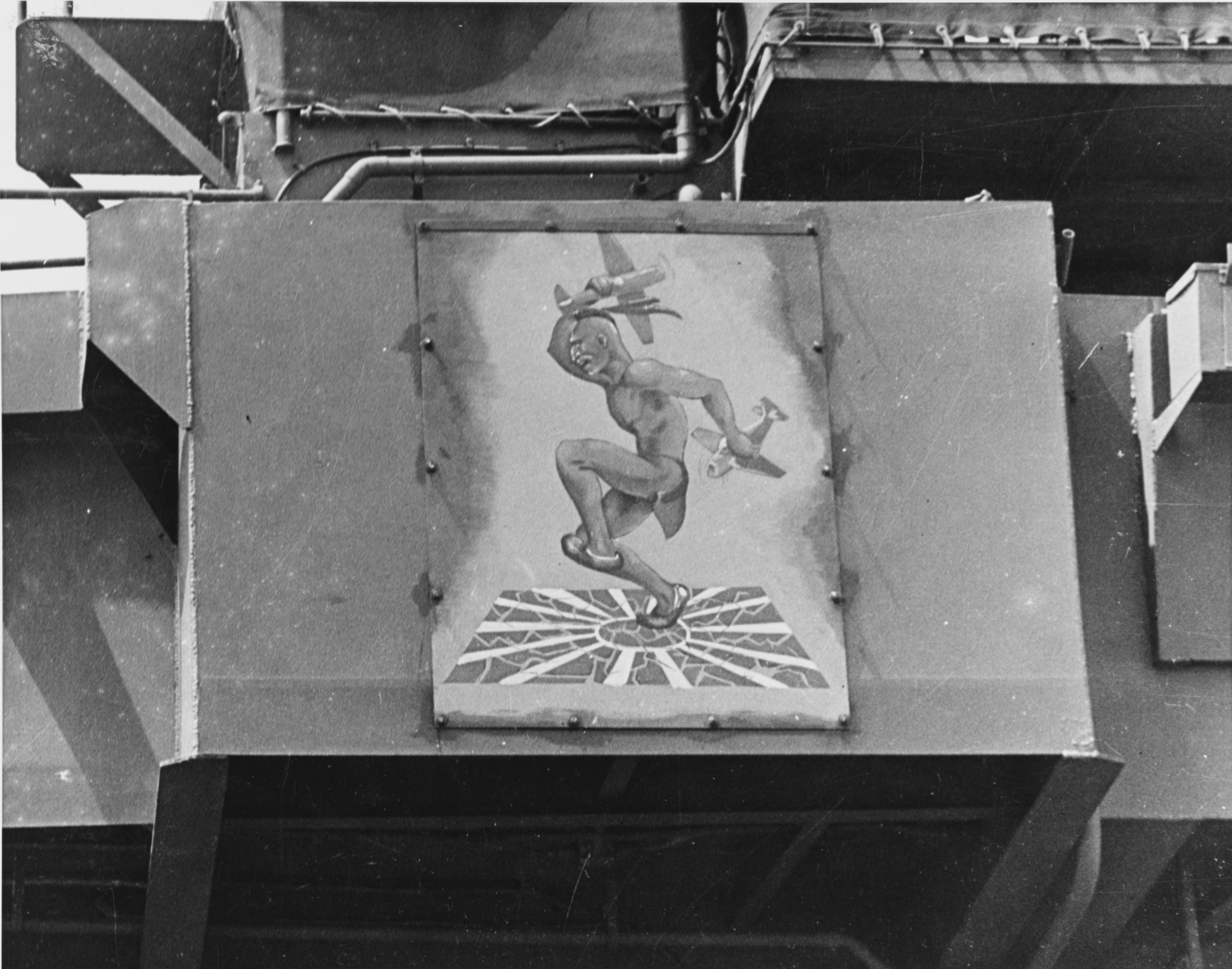
艦橋に描かれた「カボット」の艦章（1943年）
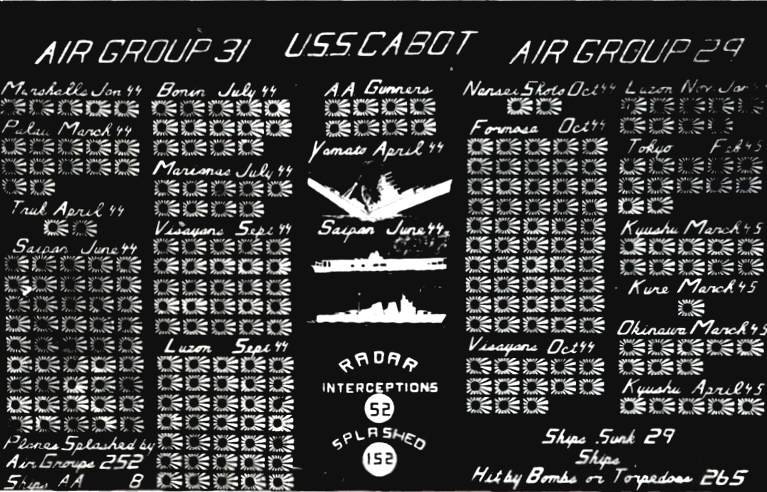
「カボット」のスコアボード（1945年）
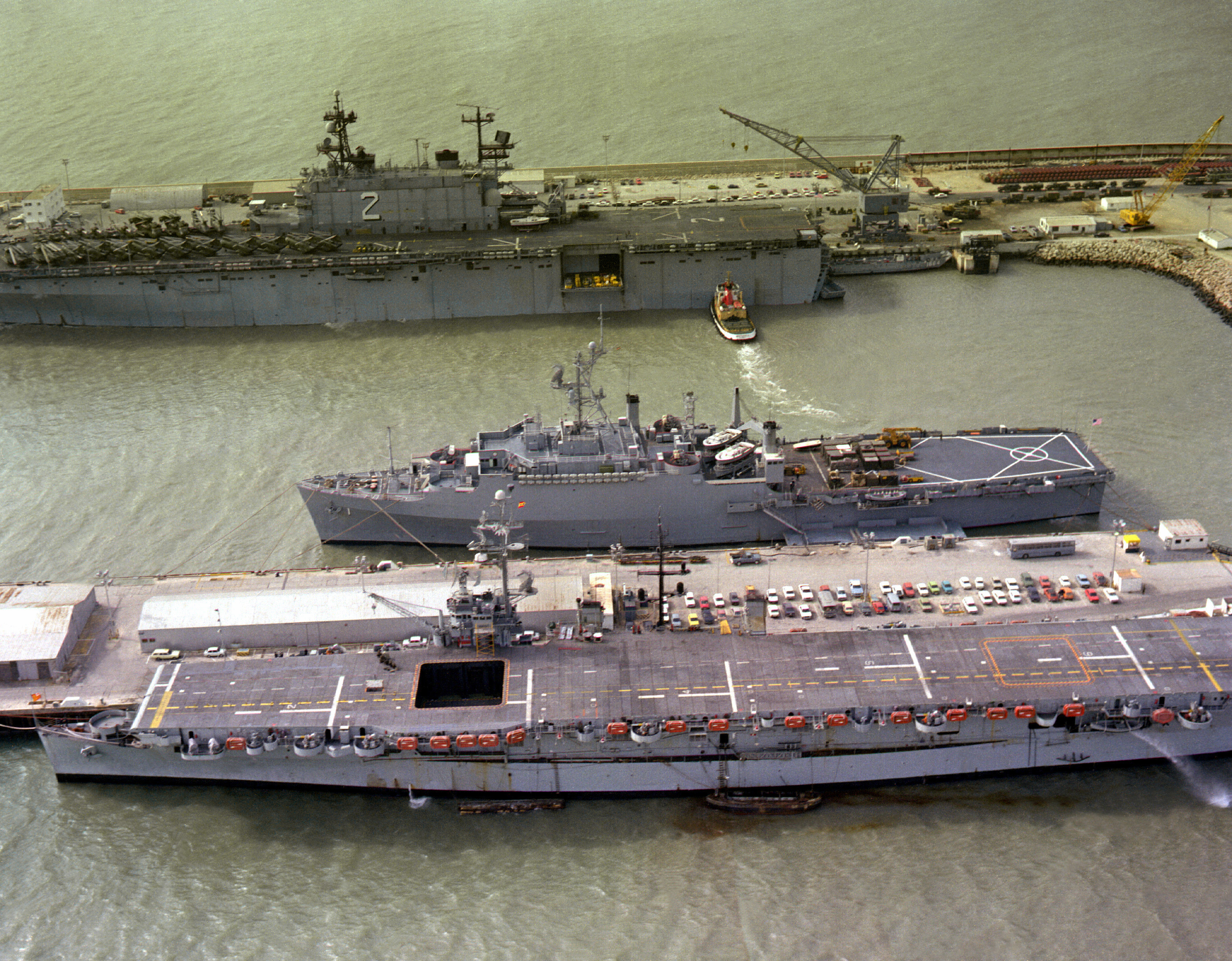
上から強襲揚陸艦「サイパン」、揚陸艦「ローリー」、「デタロ（旧カボット）」（1982年）
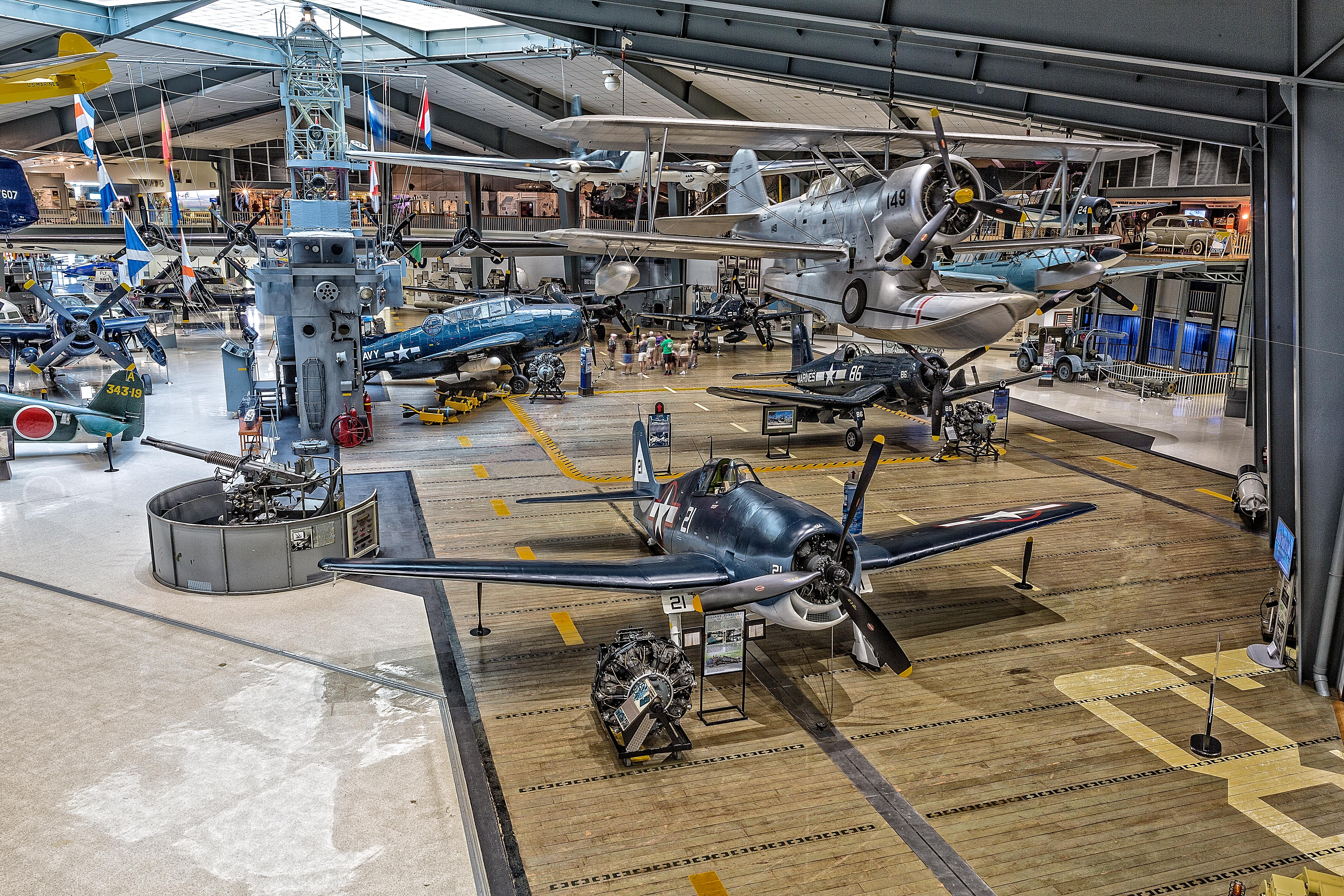
国立海軍航空博物館にある艦橋のレプリカ（2015年）